# Sétimo Céu (revista)
Sétimo Céu foi uma revista de fotonovelas e variedades, publicada pela Bloch Editores, que circulou  entre 1958 e o fim da editora no ano 2000. Era a única revista a produzir suas próprias histórias.
Era uma revista voltada para o mundo artístico, apresentando em cada edição, uma fotonovela protagonizada principalmente por artistas como Jerry Adriani, Roberto Carlos, Vanusa e Wanderley Cardoso, pertencentes ao movimento musical chamado Jovem Guarda, surgido na década de 60. Também protagonizavam as fotonovelas, atores e atrizes como Francisco Cuoco, Vera Fischer e Regina Duarte.
O cantor e compositor Chico Feitosa, de outro movimento musical surgido pouco antes chamado Bossa nova, iniciou sua carreira como repórter, chegando a trabalhar na revista em 1959.